# 六四事件中的内蒙古
1989年春夏之交，中华人民共和国爆发全国性抗议运动，史称六四事件或八九民运，中国官方称1989年春夏之交的政治风波。期间内蒙古自治区各地也有抗议、游行、罢课、集会及其他政治表达行为。这些活动多由学生、工人主导，也包含市民等群体发起，乃至有體制內人士參與，与全国范围内的抗议相呼应。其中高校集中的首府呼和浩特发生了自治区内最大规模的抗议示威，乌海、包头、伊克昭盟等地也有不同程度的响应。

## 4月
胡耀邦死後，官方的報告指最遲到4月24日，內蒙古的高校出現了響應全國學生的大小字報和標語。呼和浩特内蒙古师大发现署名“北京高校临时行动委员会”的传单，声称要“号召工人、农民、知识分子、个体工商、服务行业工作人员、政府机关公务员声援罢课”。内蒙古自治区公安厅指5月6日，一名17岁的青年携带中国人民大学学生游行时使用的袖标和“对话会的真相”、“首都高校四月民主运动真相”、“历史的重演”等三份传单，企图从二连浩特外逃蒙古国，被公安边防部门查获。该男子叫张进才，福建省云霄县莆美乡人，在参加学生游行后听说要当局要对学生自治会的主要成员采取措施，遂决定乘火车逃往蒙古。张被收审后曾两次高喊“打倒共产党”的口号。

## 5月
呼和浩特及包头的学生于5月11日至5月14日間开始抗议，有時人數可達3000人，學生要求當局控制通货膨胀，进行反腐改革以及在教育方面投入更多经费。许多人还要求提供有关前內蒙古自治區政府主席乌兰夫所涉及不正當交易的信息。
5月12日下午，呼和浩特清真寺三百余名伊斯兰教徒上街游行，抗议上海《性风俗》一书“对伊斯兰的污辱”。游行队伍来到市政府门前集体念诵《古兰经》，并要求与市政府领导对话，围观群众达2000余人。经交涉后游行队伍于5时散去。
5月14日，内蒙古大學上千人上街聲援北京學生的絕食請願。5月16日，學生往内蒙古自治區政府遞交請願書，並宣布罷課。内蒙古大学“爱国运动学生组委会”在校内公布其纲领。纲领包括纲领、任务、章程等。纲领称：声援北京的绝食斗争，严格与北京学生运动保持步调一致，与市内各大、中专院校保持一致。5月17日，呼和浩特繼續有遊行聲援北京絕食學生。内蒙古师范大学学生亦发起组织“内蒙古师大爱国学生自治委员会”。
5月18日上午，呼和浩特的大中專院校的学生和青年教师共15000多人上街游行。其中内蒙古师大自治会等组织了2000余人参加的示威游行，并在会后号召全校师生罢课，并决定向北京派声援团。次日，经过内蒙古师大学校领导对该校自治会不断劝导交涉，自治会宣布脱离呼和浩特市高联，并自行解散。当日，包頭鋼院等包头的三所大學也有數百名學生罷課、遊行，部分學生赴北京聲援。
5月19日，內蒙古大學、內蒙古師大等7所高校和一些中專院校的上万名師生和記者、科技人員、民盟成員示威遊行，並向自治区政府提出五點 要求。另外5月，乌海市乌达煤矿职工大学也有师生上街游行。乌海市出现署名“乌海知识界”的大字报,有电大学生坚持进京声援绝食。
北京宣布戒严后，5月20日，內蒙古自治區政府致電中共中央，擁護李鵬、楊尙昆在北京市黨政軍大會上的講話。5月22日，有近万名学生上街游行，呼喊“李鹏下台”、“拥护紫阳”等口号。包头师专、包头钢院、包头医学院1000多名学生在包头站强行乘车去北京，造成列车暂时停开。其中100多名卧轨学生躺满所有铁道线，造成列车全部停开，其他列车不能进站，还有300多名学生在拦车。
5月22日，呼和浩特内蒙古师大、工学院、农牧学院、内蒙古大学的600余名学生在呼和浩特站拦截列车进京，有500多名学生上车，剩下的坚持要上，导致90次列车不能正点发出。在接下来的四天里，学生繼續罷課，只有不到三分之一的学生留在校园。整个运动期间，呼和浩特学生、市民等先后成立「高校學生自治聯合會」、「組委會」 、「工人自治聯合會」、 「工人聯合會」 和「敢死隊」等组织。
5月29日上午，由於对國務院總理李鹏不滿，呼和浩特继续有七所高校大约4,000名学生在呼和浩特市游行，要求李鵬辞职。他们在新华广场发表了演讲，中午游行队伍陆续返校。到5月30日，内蒙古师大全校复课。

## 6月
6月4日，呼和浩特學生听到六四清場的消息后，有4000名師生上街游行。他們高呼复仇口号，当他们來到呼和浩特的主要广场时，大约有10000名市民向他们表達問候和支持。当晚，内蒙古师大一年级学生发起组织“内蒙古师大爱国学生组织委员会”。
6月5日上午，呼和浩特内蒙古大学等4所高校一万余名师生抬着花圈，放着哀乐上街游行，到呼和浩特人民公园开追悼会。内蒙古师大组委会也组织了“追悼集会”和游行，全校近2000人，有学生到新华广场演讲后也到人民公园参加追悼会。内蒙古工学院两千多名师生在校内举行追悼会。当日，在呼和浩特由個體戶和工人組成的“工人聯合自治臨時委員會”參與學生遊行行列。包头地區高校學生為抗議北京，發起罷課、示威，有2000多名学生上街游行，并在五一公园举行追悼会。
6月6日，呼和浩特3千多名学生上街游行，4百多名工人举着“工人自治会”大旗参加游行。内蒙古大学、内蒙古师大有三分之一学生当天离校。当日，内蒙古师大组委会组织了100余名学生参加的“敢死队”游行。当晚,该组委会解散。乌海市的乌达煤矿职工大学也有师生上街游行,导致乌海市人大代表会受到影响。6月7日，内蒙古大学等七所高校已有9000多名学生响应"空校行动"返乡。内蒙古大学五个系的共青团员在校园内贴出"集体退团声明"。
六四清场之后，伊克昭盟教育学院、卫校等在校学生亦发起声援。当地政保部门制止了教育学院142名在校学生上街游行的声援活动，并查处北京地区大学生到伊克昭盟散发传单、演讲5起事件共11人，查处了卫校教师在课堂鼓动学生上街游行声援事件1起3人，为声援示威发起退团事件1起3人。运动期间政治案件共立案8起，查破“反动”标语、反动信件、大字报多起，破案率为85.7%。此后伊克昭盟继续查获伊克昭盟党校成员的反动标语案件和台湾的宣传片。

## 后续
6月13日,内蒙古公安廳發出「關於堅決鎮壓反革命暴亂、制止社會動亂的通告 」,明令取締一切民運組織。6月14日凌晨，内蒙古公安厅接宁夏公安厅通报，中國公安部通缉的北高联领袖熊焱已乘银川至包头的170次客车试图潜逃。内蒙古公安厅立即部署堵截工作，并在列车到达丰镇县车站时，由丰镇县公安局和车站派出所派出7人上车将熊焱抓获。山西大同铁路公安分处派人将熊押回大同，准备转送北京。当日呼和浩特市公安局亦透露，其取締了呼和浩特的「工人聯合自治臨時委員會」,逮捕其14名骨幹分子。6月15日，豐鎮縣公安局又在武川縣抓獲被北京市公安局通緝的北京工自聯领袖劉強。
事件之后，官方数据指内蒙古摧毀“流竄犯罪團伙”5個，共拘捕98名“各類動亂分子和刑事犯罪分子”，其中26名為“在逃犯”，16名是“外地流竄作案犯”，56名是“現行違法犯罪分子”。乌海市对参与了示威的乌达职工大学等4个单位的2个党委、9个支部、122名党员全部进行重新登记，查处参与者6人,其中党员1人。6月12日，公安局在内蒙古师大成立派出所。6月15日，内蒙古师大全面复课，校方也在政府部门配合下取缔了学生组织，开展清查清理，后又组织全校学生干部、党员学习政治形势历时5天，并指出“本学年的首要任务”是清除资产阶级自由化思潮的影响等。
1989年秋呼和浩特市煙廠及中央電視大樓分別發生無人傷亡的爆炸事件。公安部门均指事件是残存民運人士所爲。香港「爭鳴」月刊引據內蒙古公安廳報導，受六四事件和当时蒙古人民共和国民主运动的影响，内蒙古各地继续發生要求民主、獨立之集會、請願及示威遊行，有数千牧民、學生、工人上街遊行，高呼「獨立、自由、民主、平等」等口號。呼和浩特市爆發四萬多人參加的示威遊行，在自治区政府大樓遭軍警鳴槍警告，並發生衝突。衝突造成軍警、示威者及旁觀者二百餘人受傷，七人死亡。事件發生後，当局曾一度封閉中蒙邊境、切斷電訊，並實施局部宵禁。

## 另見
- 六四事件
- 1989年中華人民共和國抗議地區列表